# Aerovías DAP
Aerovias DAP (Las Aerolineas de la Patagonia) (mã ICAO = DAP) là hãng hàng không của chile, trụ sở ở Punta Arenas. Hãng có các tuyến đường quốc nội và các chuyến bay thuê bao ở phía nam vùng Patagonia, cùng các chuyến bay cho Cộng ty dầu khí quốc gia ENAP. Căn cứ chính của hãng ở Sân bay quốc tế Carlos Ibanez Del Campo, Punta Arenas. Hãng cũng có 1 công ty trực thăng con DAP Helicopteros.

## Lịch sử
Aerovías DAP được gia đình Pivcevic thành lập năm 1979. Tên DAP là từ viết tắt 3 chữ đầu của Domingo Andrés Pivcevic, người sáng lập hãng (1 doanh nhân ở Punta Arenas). Các chuyến bay đầu tiên của hãng là giữa Punta Arenas, Porvenir, Puerto Natales và Coyhaique, bằng máy bay Twin Otter. Chuyến bay đầu tiên tới Nam Cực diễn ra ngày 12.2.1989, và thường là trong mùa hè, bằng máy bay Twin Otter, King Air 100 và (từ năm 2003) bằng máy bay DHC-7 thuê của Voyageur Airways của Canada. Ngày nay DAP thuê 1 máy bay BAe 146-200 của Tronos, thay cho máy bay DHC-7 để bay tới Nam Cực.

## Các nơi đến
(Tháng 1/2005):
- El Calafate
- Porvenir
- Puerto Williams
- Punta Arenas
- Ushuaia

## Đội máy bay
(Tháng 1/2008):
- 1 BAe 146
- 1 De Havilland Canada DHC-6 Twin Otter Series 300
- 1 CASA 212-100(stored)
- 2 Cessna 402C
- 1 Beechcraft King Air 100

Đội máy bay trực thăng:
- 4 Eurocopter AS355F TwinStar
- 5 Eurocopter Bo105S
- 1 Eurocopter ec135T1 (incorporated tháng 5 năm 2007)